# Grandvaux, Vaud

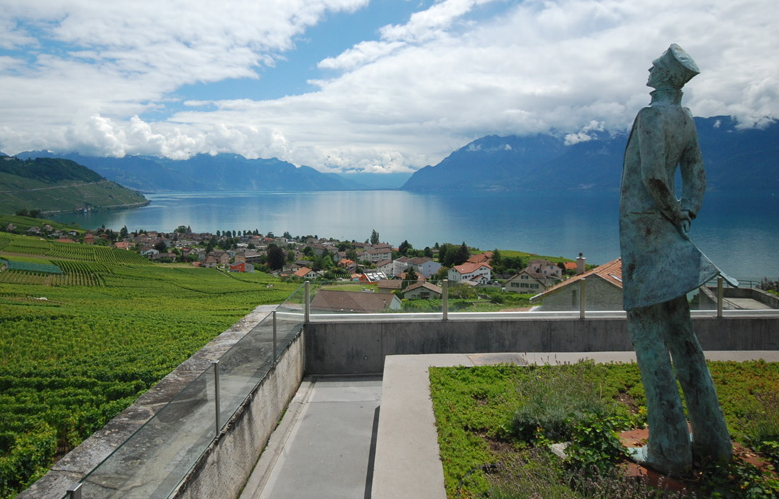
Statyn över Corto Maltese, invigd 2007 och tittande ut över Genèvesjön.

Grandvaux är en ort i kommunen Bourg-en-Lavaux i kantonen Vaud i Schweiz. Den ligger cirka 7 kilometer sydost om Lausanne. Orten har cirka 2 423 invånare (2020).
Orten var före den 1 juli 2011 en egen kommun, men slogs då samman med kommunerna Cully, Epesses, Riex och Villette till den nya kommunen Bourg-en-Lavaux.
Grandvaux ligger utefter de branta sluttningarna på norra sidan av Genèvesjön. I området (Lavaux) är vinodling en viktig näring, och de terrasserade vinodlingarna utsågs 2007 till världsarv. Samma år restes på orten en staty över Corto Maltese, serieskaparen Hugo Pratts skapelse. Pratt bodde i Grandvaux de sista elva åren av sitt liv.